# Dümmerlohausen
 (décembre 2024).
Si vous disposez d'ouvrages ou d'articles de référence ou si vous connaissez des sites web de qualité traitant du thème abordé ici, merci de compléter l'article en donnant les références utiles à sa vérifiabilité et en les liant à la section « Notes et références ».
 (septembre 2024).
Dümmerlohausen est un quartier de la commune de Damme, dans le Land de Basse-Saxe.

## Géographie
Dümmerlohausen se situe à l'est de la ville principale de Damme et à l'ouest du Dümmer, sur la route nationale L 853.
Il est composé des villages d'Oldorf, Glückauf, Haverbeck, Klünenberg, Langenteilen, Osterdamme, Osterfeine.